# Comisario europeo de Industria y Emprendimiento
El Comisario europeo de Industria y Emprendimiento es un miembro de la Comisión Europea responsable de los asuntos empresariales e industriales en la Unión Europea (UE). La actual comisaria responsable de esta cartera en la Comisión Juncker es la polaca Elżbieta Bieńkowska (Mercado Interior, Industria, Emprendimiento y PYMES).

## Historia
Esta cartera se creó en 1967 durante la Comisión Rey con el nombre de «comisario europeo de Asuntos Industriales». En 1995, durante la Comisión Santer se le llamó «comisario europeo de Empresa». Ya en el año 2010, en la Comisión Barroso II adoptó el nombre actual.

## Lista de Comisarios
| Comisión                                        | Inicio                                    | Fin                                       | Nombre                                    | País                                      | Partido                                   |
| Comisario europeo de Asuntos Industriales       | Comisario europeo de Asuntos Industriales | Comisario europeo de Asuntos Industriales | Comisario europeo de Asuntos Industriales | Comisario europeo de Asuntos Industriales | Comisario europeo de Asuntos Industriales |
| Rey                                             |                                           |                                           |                                           |                                           |                                           |
| ----------------------------------------------- | ----------------------------------------- | ----------------------------------------- | ----------------------------------------- | ----------------------------------------- | ----------------------------------------- |
| Rey                                             | 2 de julio de 1967                        | 8 de mayo de 1970                         | Guido Colonna di Paliano                  | Italia                                    | ind.                                      |
| Malfatti                                        |                                           |                                           |                                           |                                           |                                           |
| 1 de julio de 1970                              | 21 de marzo de 1972                       | Altiero Spinelli                          | Italia                                    | PCI                                       |                                           |
| Mansholt                                        |                                           |                                           |                                           |                                           |                                           |
| 22 de marzo de 1972                             | 5 de enero de 1973                        | Altiero Spinelli                          | Italia                                    | PCI                                       |                                           |
| Ortoli                                          |                                           |                                           |                                           |                                           |                                           |
| 6 de enero de 1973                              | 5 de enero de 1977                        | Altiero Spinelli                          | Italia                                    | PCI                                       |                                           |
| Jenkins                                         |                                           |                                           |                                           |                                           |                                           |
| 6 de enero de 1977                              | 5 de enero de 1981                        | Étienne Davignon                          | Bélgica                                   | ind.                                      |                                           |
| Thorn                                           |                                           |                                           |                                           |                                           |                                           |
| 6 de enero de 1981                              | 5 de enero de 1985                        | Étienne Davignon                          | Bélgica                                   | ind.                                      |                                           |
| 6 de enero de 1981                              | 5 de enero de 1985                        | Karl-Heinz Narjes                         | Alemania                                  | ind.                                      |                                           |
| Delors I                                        |                                           |                                           |                                           |                                           |                                           |
| 6 de enero de 1985                              | 5 de enero de 1989                        | Karl-Heinz Narjes                         | Alemania                                  | CDU                                       |                                           |
| Delors II                                       |                                           |                                           |                                           |                                           |                                           |
| 6 de enero de 1989                              | 5 de enero de 1993                        | Martin Bangemann                          | Alemania                                  | FDP                                       |                                           |
| 6 de enero de 1989                              | 5 de enero de 1993                        | António Cardoso                           | Portugal                                  | PSD                                       |                                           |
| Delors III                                      |                                           |                                           |                                           |                                           |                                           |
| 6 de enero de 1993                              | 22 de enero de 1995                       | Martin Bangemann                          | Alemania                                  | FDP                                       |                                           |
| 6 de enero de 1993                              | 22 de enero de 1995                       | Raniero Vanni d'Archirafi                 | Italia                                    | ind.                                      |                                           |
| Comisario Europeo de Empresa                    |                                           |                                           |                                           |                                           |                                           |
| Santer                                          |                                           |                                           |                                           |                                           |                                           |
| 23 de enero de 1995                             | 15 de marzo de 1999                       | Martin Bangemann                          | Alemania                                  | FDP                                       |                                           |
| Marín                                           |                                           |                                           |                                           |                                           |                                           |
| 16 de marzo de 1999                             | 15 de septiembre de 1999                  | Martin Bangemann                          | Alemania                                  | FDP                                       |                                           |
| Prodi                                           |                                           |                                           |                                           |                                           |                                           |
| 16 de septiembre de 1999                        | 12 de julio de 2004                       | Erkki Liikanen                            | Finlandia                                 | SDP                                       |                                           |
| 1 de mayo de 2004                               | 21 de noviembre de 2004                   | Ján Figeľ                                 | Eslovaquia                                | KDH                                       |                                           |
| 12 de julio de 2004                             | 21 de noviembre de 2004                   | Olli Rehn                                 | Finlandia                                 | Keskusta                                  |                                           |
| Comisario Europeo de Empresa e Industria        |                                           |                                           |                                           |                                           |                                           |
| Barroso I                                       |                                           |                                           |                                           |                                           |                                           |
| 22 de noviembre de 2004                         | 9 de febrero de 2010                      | Günter Verheugen                          | Alemania                                  | SPD                                       |                                           |
| Comisario Europeo de Industria y Emprendimiento |                                           |                                           |                                           |                                           |                                           |
| Barroso II                                      |                                           |                                           |                                           |                                           |                                           |
| 9 de febrero de 2010                            | 1 de noviembre de 2014                    | Antonio Tajani                            | Italia                                    | PdL                                       |                                           |
| Juncker                                         |                                           |                                           |                                           |                                           |                                           |
| 1 de noviembre de 2014                          | Actualidad                                | Elżbieta Bieńkowska                       | Polonia                                   | PO                                        |                                           |